# Columelliaceae
Columelliaceae er en familie med to slægter med arter i Andesbjergene fra Colombia til Bolivia. Det er stedsegrønne buske eller træer med bitter smag. Bladene er modsatte med kirtler langs den tandede rand og på undersiden. De uregelmæssige blomster har to støvdragere og to frugtanlæg. De  sidder samlet i halvskærme.

## Slægter
- Columellia
- Desfontainia